# Bastidor de 19 pulgadas

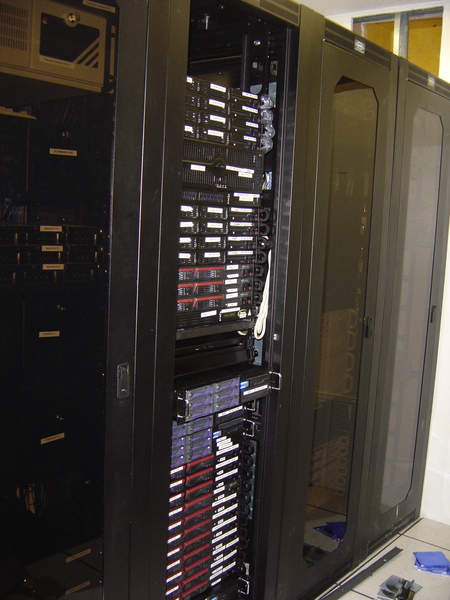
Racks de 600 mm de ancho y 42 U de altura en un CPD.

Un bastidor (o rack, gabinete o armario) de 19 pulgadas (también escrito 19") es un soporte metálico destinado a alojar equipamiento electrónico, informático y de comunicaciones. Las medidas para el ancho están normalizadas para que sean compatibles con equipamiento de distintos fabricantes, y está estipulada en 19 pulgadas o 482 mm. También son llamados cabinas, gabinetes o armarios.
Los racks para montaje de servidores tienen un ancho estándar de 600 milímetros (mm) y un fondo de 600, 800, 900, 1000 e incluso 1200 mm. El ancho de 600 mm para racks de servidores coincide con el tamaño estándar de las losetas en los centros de datos. De esta manera es muy sencillo hacer distribuciones de espacios en centros de datos (CPD). Para el cableado se utilizan también racks de 800 mm de ancho, cuando es necesario disponer de suficiente espacio lateral para el guiado de cables.

## Usos

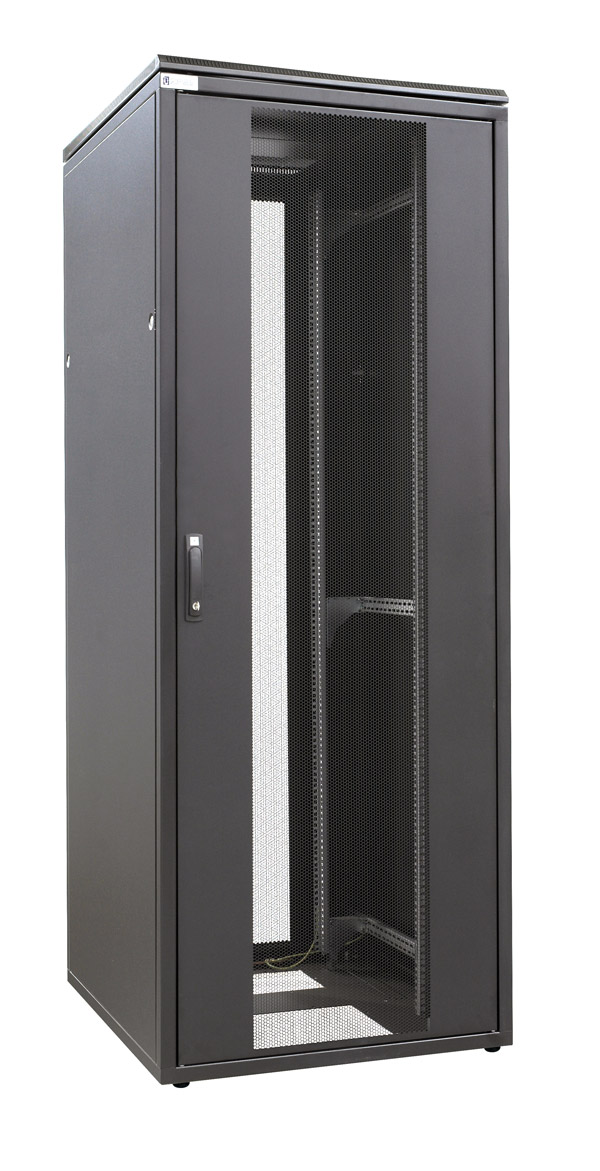
Rack de 19", de unas 42 U de alto, y 600x600 mm. La puerta frontal tiene una sección central de material transparente, como metacrilato o vidrio.

Los racks son usados en los centros de procesamiento de datos, donde el espacio es escaso y se necesita alojar un gran número de dispositivos. Estos dispositivos suelen ser:
- Servidores: cuya carcasa ha sido diseñada para adaptarse al bastidor. Alturas habituales de servidores son 1, 2, 3 o 4 unidades rack; y chasis para servidores blade que permiten compactar más compartiendo fuentes de alimentación y cableado, incorporando, por ejemplo, 16 servidores en 10U.
- Conmutadores y enrutadores de comunicaciones.
- Paneles de conexiones, que centralizan todo el cableado de la planta.
- Cortafuegos.

El equipamiento simplemente se desliza sobre un raíl horizontal y se fija con tornillos. También existen bandejas que permiten apoyar equipamiento no normalizado, por ejemplo, un router de sobremesa.

## Estándares
Las especificaciones de un rack estándar se encuentran bajo las normas equivalentes DIN 41494 parte 1 y 7, UNE-20539 parte 1 y parte 2 e IEC 297 parte 1 y 2, EIA 310-D y tienen que cumplir la normativa medioambiental RoHS.
Los racks se dividen en regiones de 1¾ pulgadas de altura (44,45 milímetros). En cada región hay tres agujeros que siguen un orden simétrico. Esta región es la que se denomina altura o U. El espacio vertical mide 15,875 mm de altura cada una, para formar un total de 31,75 mm (1¼ pulgadas). Están separadas por 450,85 mm (17¾ pulgadas) y hacen un total de 482,6 mm (exactamente 19 pulgadas). Cada columna tiene agujeros a intervalos regulares llamados unidad rack (U) agrupados de tres en tres. Verticalmente, la altura de los racks está normalizada y sus dimensiones externas son de 200 mm en 200 mm. Lo normal es que existan desde 4 U de altura hasta 46/47 U de altura.
Es decir que, un rack de 41 U o 42 U, por ejemplo, nunca puede superar los 2000 mm de altura externa. Con esto se consigue que en una sala los racks tengan dimensiones prácticamente similares aun siendo de diferentes fabricantes.
Las alturas disponibles normalmente, según normativa, serían 800, 1000, 1200, 1400, 1600, 1800, 2000 y 2200 mm.
La profundidad del bastidor no está normalizada, ya que así se otorga cierta flexibilidad al equipamiento. No obstante, suele ser de 600, 800, 900, 1000 e incluso 1200 mm.
Existen también racks de pared que cumplen el formato 19 pulgadas y cuenta con fondos totales de 300, 400, 450, 500, 550 y 600 mm, siendo muy útiles para pequeñas instalaciones.

## Tipos de racks
- Rack abierto: poco espacio
- Rack cerrado: mayor espacio y mayor seguridad, a este casi no le entra polvo, es más caro
- Rack pivotante: espacio limitado y equipos no muy pesados y económicos, punto medio entre abierto a cerrado
- Rack de piso: básicamente lo mismo que uno cerrado